# Abadía de Disentis
La Abadía de Disentis (en alemán: Reichskloster Disentis, en italiano: Abbazia Imperiale di Disentis, en romanche: Claustra Imperiala da Mustér) es una abadía benedictina (Congregación Suiza) situada en la localidad de Disentis/Mustér, en el valle del Rin anterior en el cantón de los Grisones, en el este de Suiza. Pertenece a la diócesis de Coira.
La abadía fue fundada a inicios del siglo VIII, lleva el nombre del santo Martín de Tours. La apariencia arquitectónica que puede contemplarse hoy es del finales del siglo XVII. La iglesia de dos torres fue construida entre 1696 y 1712 en el estilo barroco de Vorarlberg.
El museo del ala norte del edificio de la abadía muestra una colección histórica artística y cultural medieval. La abadía dirige una escuela secundaria (gimnasio) y un internado.

## Historia

### Fundación
Tradicionalmente, se consideraba que la fundación de la abadía, atribuida a los santos locales Sigisberto y Plácido, se produjo en 614. Hacia el 670, según la misma tradición, el monasterio fue destruido por los ávaros, que martirizaron al abad y a treinta monjes. La abadía sería reconstruida alrededor de 711 por Carlos Martel y San Pirmino.
Una segunda aproximación a la época, más moderna y basada en la investigación, demuestra que la fundación no tuvo lugar hasta principios del siglo VIII, dato que es corroborado por la investigación arqueológica que muestra que la primera estructura en el emplazamiento fue construida alrededor del 700 y destruida en 940 por un ataque sarraceno.
El relato de Sigisberto, dramatizado en la Passio Placidi, obra del siglo XII, narra que un monje itinerante franco, inspirado por los ideales de Columbano de Luxeuil, instaló aquí su celda como ermitaño, bajo la protección de San Martín. Plácido era un terrateniente local que apoyó a Sigisberto y que sería asesinado por Víctor, el praeses de Coira, en un intento de impedir la pérdida de independencia que suponía la transferencia de una gran cantidad de tierra a la iglesia. Alrededor de la tumba de Plácido se reunirían varios monjers organizados por el abad Ursicino, que tomarían la regla de san Benito.
Uno de los primeros documentos existentes en relación con la abadía, es el llamado "Testamento de Tello", obispo de Coria, datado en 765, que nombra las ya extensas propiedades del monasterio. La historia de la Passio Placidi hace a Tello hijo de Víctor, y las propiedades serían un resarcimiento ofrecido por el asesinato de Plácido. Sea o no cierto el relato, la abadía había adquirido en la época extensos terrenos.
Carlomagno visitó la reconstruida abadía en su viaje de regreso de Roma en el año 800, e hizo muchas donaciones. Fue Reichkloster, respondiendo directamente ante el emperador y por tanto libre de las reclamaciones de otros señores territoriales) desde prácticamente el inicio de su existencia. El interés imperial en Disentis radicaba en su posición estratégica en un paso de montaña vulnerable, una ventaja que sucesivos abades serían capaces de capitalizar en beneficio de la abadía. Según documentos de la abadía de Reichenau, en 810 figuraban presentes en la abadía 71 monjes y 93 difuntos. Estos monjes eran de origen rético, alemánico, franco y lombardo.

### Edad Media
En el siglo siguiente, se erigirán dos iglesias: una dedicada a santa María y una a san Martín, en la que sería integrada la cripta de san Plácido, una de las más antiguas aún existentes en Suiza. En el mismo periodo se construye una capilla dedicada a san Pedro. En el siglo X, bajo Otón I, la abadía recibió varias donaciones territoriales de parte del soberano para reforzar la presencia imperial en un punto estratégico para el control del paso de Lukmanier. Enrique II, con la intención de privilegiar al paso del Brennero, donó la abadía en 1020 al príncipe obispo de Bresanona, pero este acto fue revocado en 1074, restableciendo la inmunidad.
Udalrico I (1031-1055) fue el primer abad en ser nombrado Príncipe del Imperio. Muchos abades serían al mismo tiempo obispos de las sedes vecinas. Bajo Federico I Barbarroja, que como Otón prefería el paso de Lukmanier para atravesar los Alpes, la abadía nuevamente recibiría donaciones: en 1185, extendía su señorío (conocido como Casa Dei o Cadi) desde Breil/Brigels al paso de Furka. En esta época, las posesiones de la abadía rondaban los 720 km² (kilómetros cuadrados).
Como abadía imperial, Disentis contaba con un advocatus. Desde el siglo XII, esta función es ostentada por la familia De Torre, siervos del conde de Lenzburg. En 1213, los relevó Enrico de Sacco de Mesolcina y, más tarde, el conde de Werdenberd, de quien sería retomada en 1401. La abadía comenzó a usar su propio sello en 1285.
Bajo el gobierno del abad Johannes de Ilanz (1367-1401), en 1371 se concede a la abadía un landammann independiente, llamado mistral. Este abad estaría entre los fundadores, en 1395, de la Liga de Ilanz, que sería conocida como la Liga Gris, con la intención de consolidar la unidad del territorio. Esta liga sería renovada con un nuevo tratado en 1424, y entre sus signatarios se hallaba el abad de Disentis Petrus Pontaningen (1401-1438). Desde 1472, el mistral era elegido de entre tres candidatos propuestos por el abad y desde el siglo XVII en elecciones libres.
A finales del siglo XV, desde 1496, la Liga Gris, junto con la Liga de la Casa de Dios y la Liga de las Diez Jurisdicciones, con quien formaban desde 1471 las Tres Ligas, se aliaron con la Confederación Suiza en la Guerra Suaba (1499) contra la Casa de Habsburgo. A finales de este siglo, el pueblo de Disentis tomó el cargo de advocatus frente a la abadía, que a cambio extendió sus posesiones hasta el Ems. El emperador confirmó los privilegios de los abades.

### Reforma y Edad Moderna

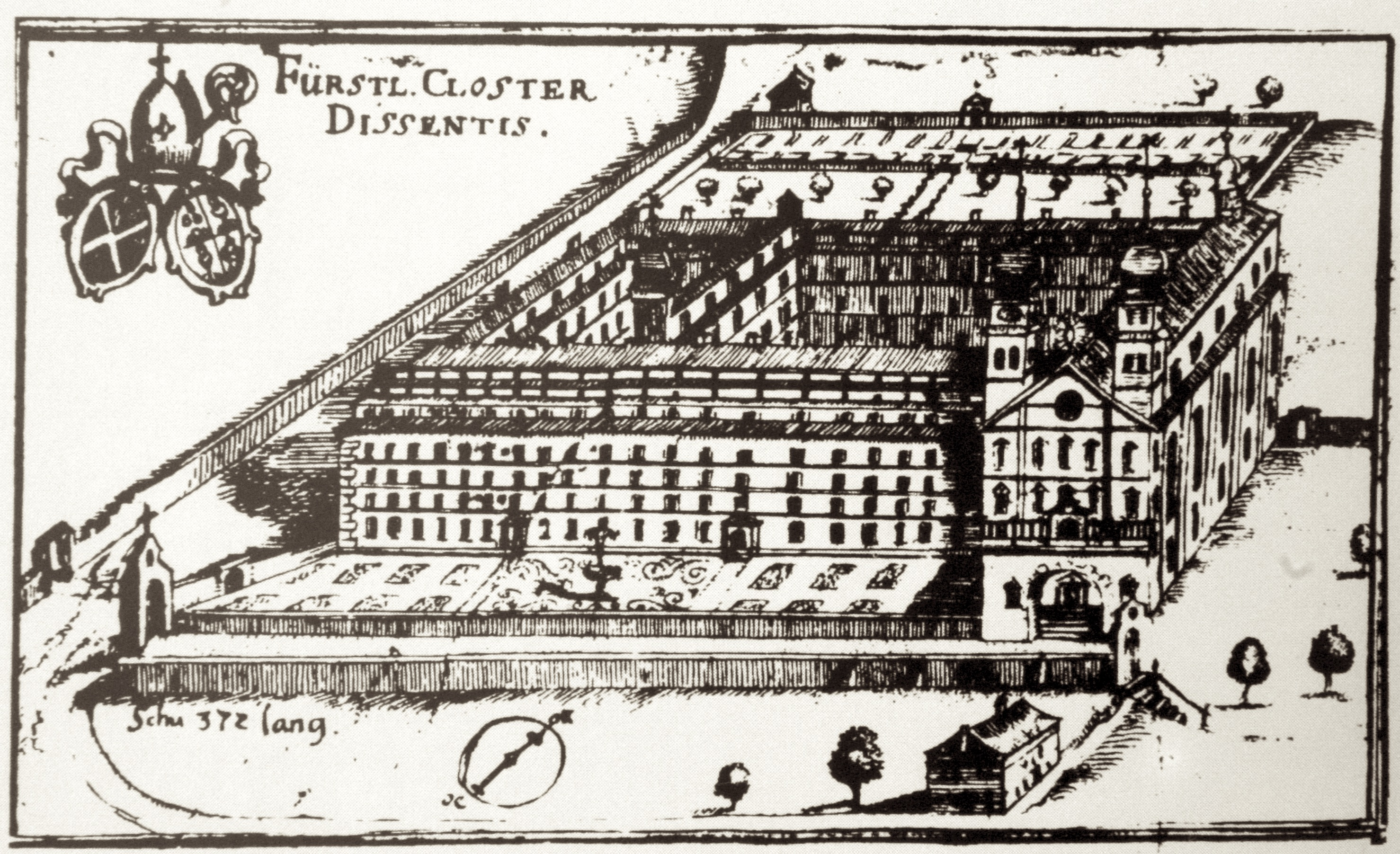
La abadía en 1698, ilustración de Heinrich Ludwig Muoss.

La llegada de la Reforma convulsionó la existencia de la abadía. Tres monjes se adhirieron a la nueva fe y la comuna tuvo que intervenir nombrando a un nuevo abad y confirmando que la abadía se mantenía en la ortodoxia, con la intención de conservar sus antiguos privilegios. En 1581, el abad Christian von Castelberg, para fortalecer el mensaje de la Contrarreforma haría venir al arzobispo de Milán, Carlos Borromeo, a la abadía. Desde 1617, la abadía de Disentis formaría parte de la Congregación Suiza creada por iniciativa del papa Clemente VIII en 1602 (actualmente parte de la Confederación Benedictina).
A principios del siglo XVI, la abadía conoce un periodo de renovación bajo el abad Augustin Stöcklin (1634-1641). El abad Adalbert Bridler (1642-1655) sustrae la abadía del control del obispo de Coira, cediendo en compensación a la comuna de Disentis el poder judicial. En 1649 se venden los derechos sobre el valle de Orsera. Bajo los abades Adalbert de Medell (1655-1696) y Adalbert Defuns (1696-1716) se erige un nuevo monasterio en estilo barroco.

### Declive en elsigloXIX
Durante la Guerra de la Segunda Coalición, en la primavera de 1799, tropas francesas saquearon la abadía. El 1 de mayo de ese año se produjo un levantamiento local contra el ejército francés, y como reacción la abadía y pueblo fueron incendiados el día 6. Se perdieron muchos objetos valiosos, libros y archivos, incluyendo una crónica manuscrita del siglo VII. La imprenta, que se había instalado en 1729, fue asimismo destruida, aunque gran parte del metal fundido pudo ser reutilizado en los tubos del órgano de la iglesia de San Martín de Disentis. La mayor parte de lo que no fue destruido fue confiscado para financiar el esfuerzo de guerra.
La abadía perdió sus posesiones en Postalesio, en Valtelina, pero no fue secularizada, pues el monasterio ya no era un señorío feudal. La abadía fue reconstruida lentamente por iniciativa del abad Anselm Huonder, el último en ostentar el título de príncipe del imperio. El territorio feudal de la abadía, que había gozado de una vasta autonomía desde el siglo XV y que había comprado su libertad de los vínculos abaciales en el siglo XVIII, fur formalmente abolido en 1799 bajo la República Helvética, aunque el sistema tradicional de gobierno subsistió hasta la nueva constitución cantonal de 1851. Hasta ese año, Cadi estaba dividido en cuatro jurisdicciones: Disentis, Tujetsch, Brigels con Medel, y Trun con Sumvitg.
Aunque Disentis consiguió escapar a la disolución, que fue el destino de muchas casas religiosas en la época, el siglo XIX fue un periodo difícil y precario que disminuyó peligrosamente los recursos materiales provocando conjuntamente una pérdida de moral y disciplina espiritual tan severa que no se esperaba que la abadía sobreviviera. Un incendio en 1846 dificultó aún más la reconstrucción. El cantón de los Grisones decidió ese año, bajo el empuje del Kultutkampf, poner la abadía bajo el control del estado. La jurisdicción pasó al obispo de Coira. Mientras que las comunas cercanas a Disentis son católicas, el cantón de los Grisones es mayoritariamente protestante y abierto a las ideas de 1848. En 1861, Paul Birker, proveniente de la Abadía de San Bonifacio en Múnich fue nombrado abad en un intento de cambiar las cosas, pero la falta de vocaciones le hace regresar a Múnich a su comunidad como simple monje en 1877, al promulgarse la ley cantonal de conventos que impedía que se iniciaran novicios.

### Resurgimiento y creación de la escuela
En 1880, las iniciativas de los políticos locales Placi Condrau y Caspar Decurtins y del militar Theophil von Sprecher, consiguieron que los religiosos de las congregaciones prohibidas obtuvieran el derecho de regresar a Suiza, con lo que monjes benedictinos acuden a reforzar la presencia de la orden en Disentis. Bajo la dirección del abad Benedikt Prevost (1888-1916), llegado de la comunidad de la Abadía de Muri-Gries en Bolzano, la abadía vive una fuerte renovación y la construcción de una nueva iglesia a santa María a finales del siglo.
Disentis se convierte en meta de peregrinaciones y se abre una escuela secundaria (Lateinschule, gimnasio) que existe todavía, continuando la tradición educativa de la abadía en los siglos XIII y XVIII. Los alumnos, de ambos sexos, son más de 250 en la actualidad, un tercio de ellos en régimen de internado. Desde 2008, la escuela esta dirigida por la física Geneviève Appenzeller-Combe.
Durante el siglo XX, la comunidad ha perdurado, dirigida sucesivamente por los abades Beda Hophan (1925-1963), Viktor Schönbächler (1963-1988) e Pankraz Winiker (1988-2000). Desde al año 2000, el abad es Vigéli Monn, y profesan alrededor de treinta monjes.

## Patrimonio arquitectónico

### Edificios principales

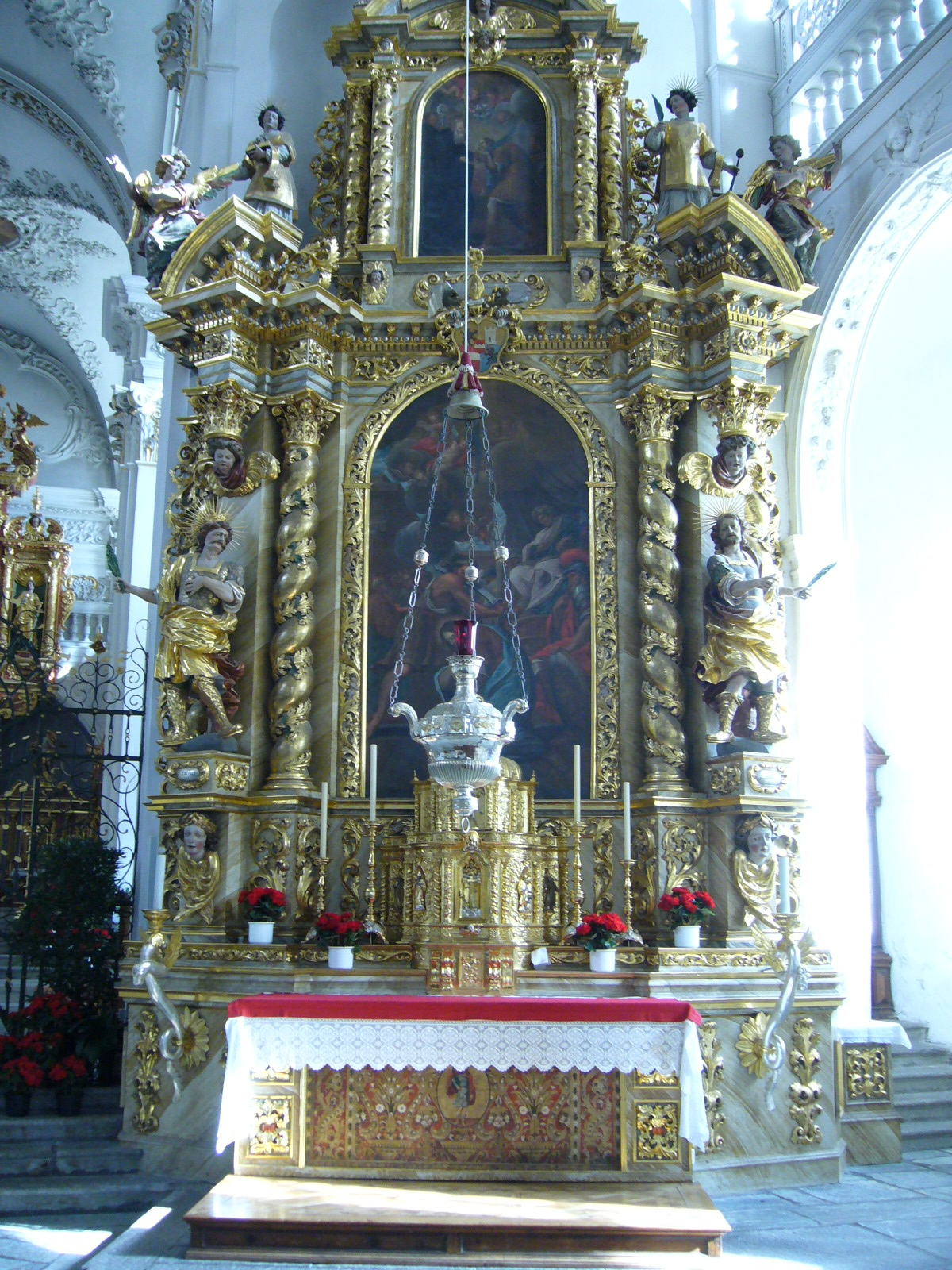
Altar de San Plácido.

Se han preservado los cimientos de las iglesias pre-carolingias de santa María y san Martín, de alrededor del año 720. Son significativos los hallazgos de fragmentos de estuco pintado. El ábside de la actual iglesia de santa María es originario del siglo X. El monasterio barroco fue construido entre 1683 y 1704, y es el monje Caspar Moosbrugger (1656-1721) de Einsiedeln quien es considerado su arquitecto. La iglesia fue consagrada en 1712. Tras los devastadores incendios de 1799 y 1846, el convento fue reformado y elevado en su altura un piso. La iglesia de santa María se construyó entre 1895 y 1899 de acuerdo a los planos de August Hardegger (actualmente biblioteca y museo). Entre 1937 y 1940, el patio, siguiendo el plan de construcción barroco, fue completado por Walther Sulser.
Werner Schmidt realizó intervenciones significativas en el área de las salas de estudio del gimnasio en 1994, y en 1999 diseñó el Oberhaus (internado masculino). En 2005, Gion A. Caminada, diseñó el Unterhaus  (internado femenino). Junto a otros edificios de Caminada en Salaplauna (Klosterhof, Senneria), estos edificios fueron galardonados como conjunto del proyecto del monasterio benedictino de Disentis por la Sociedad Suiza de Ingenieros y Arquitectos (SIA). La conclusión del jurado es que:

"la prudente reflexión y la insistencia del monasterio en su propio perfil así como el respeto por las peculariedades locales y regionales en la implementación impresionan como un proceso valiente y abierto al futuro. Al estar el vital turismo inextricablemente ligado a la tradición y a la cultura de uso del paisaje, el trabajo ofrece sugerencias que irradian más allá del lugar y la región."

La Caplutta Sogn Benedetg de Sumvitg, construida en 1989 por Peter Zumthor, forma parte de la abadía.

### Interior de la iglesia

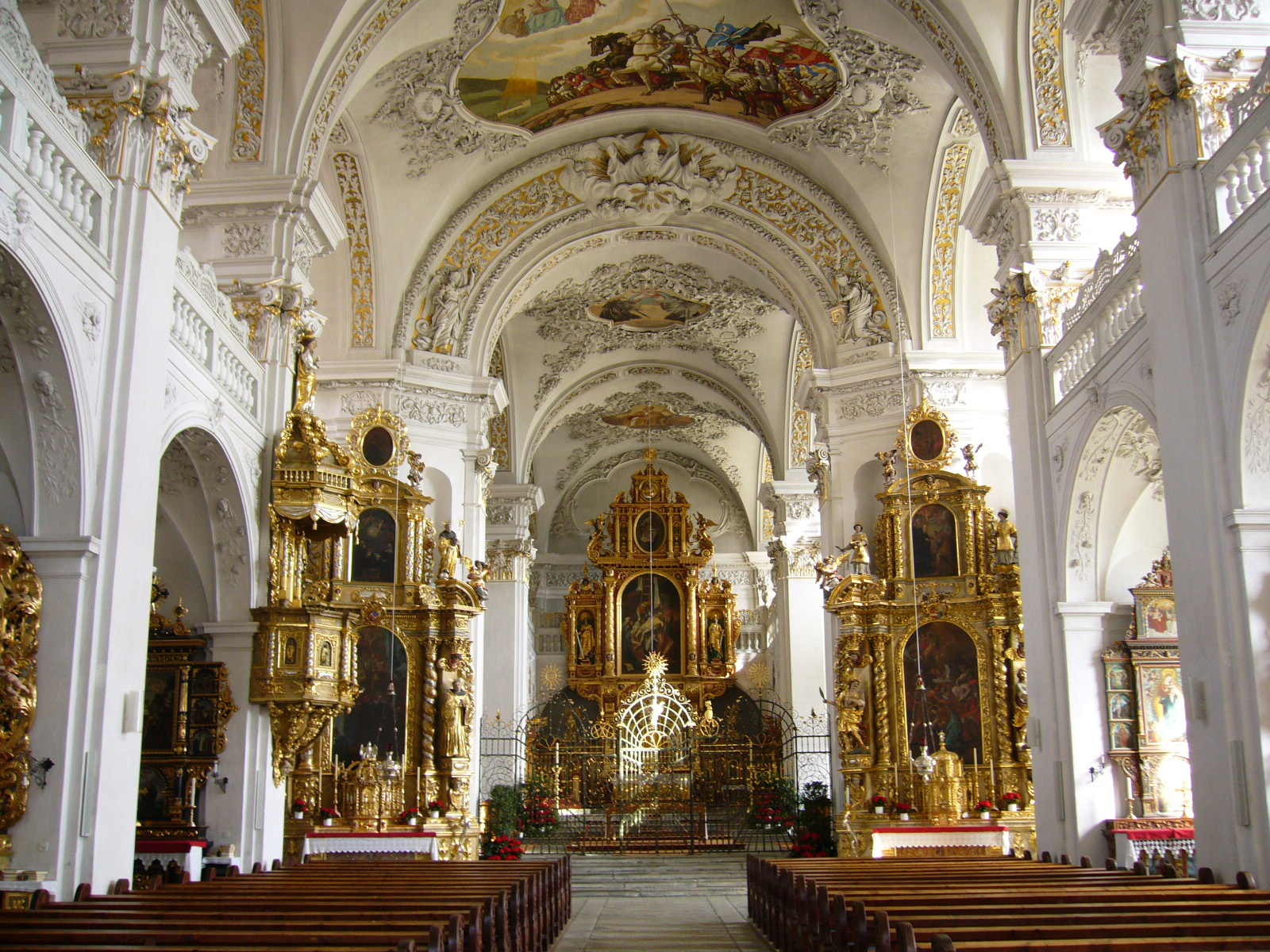
Interior de la iglesia.

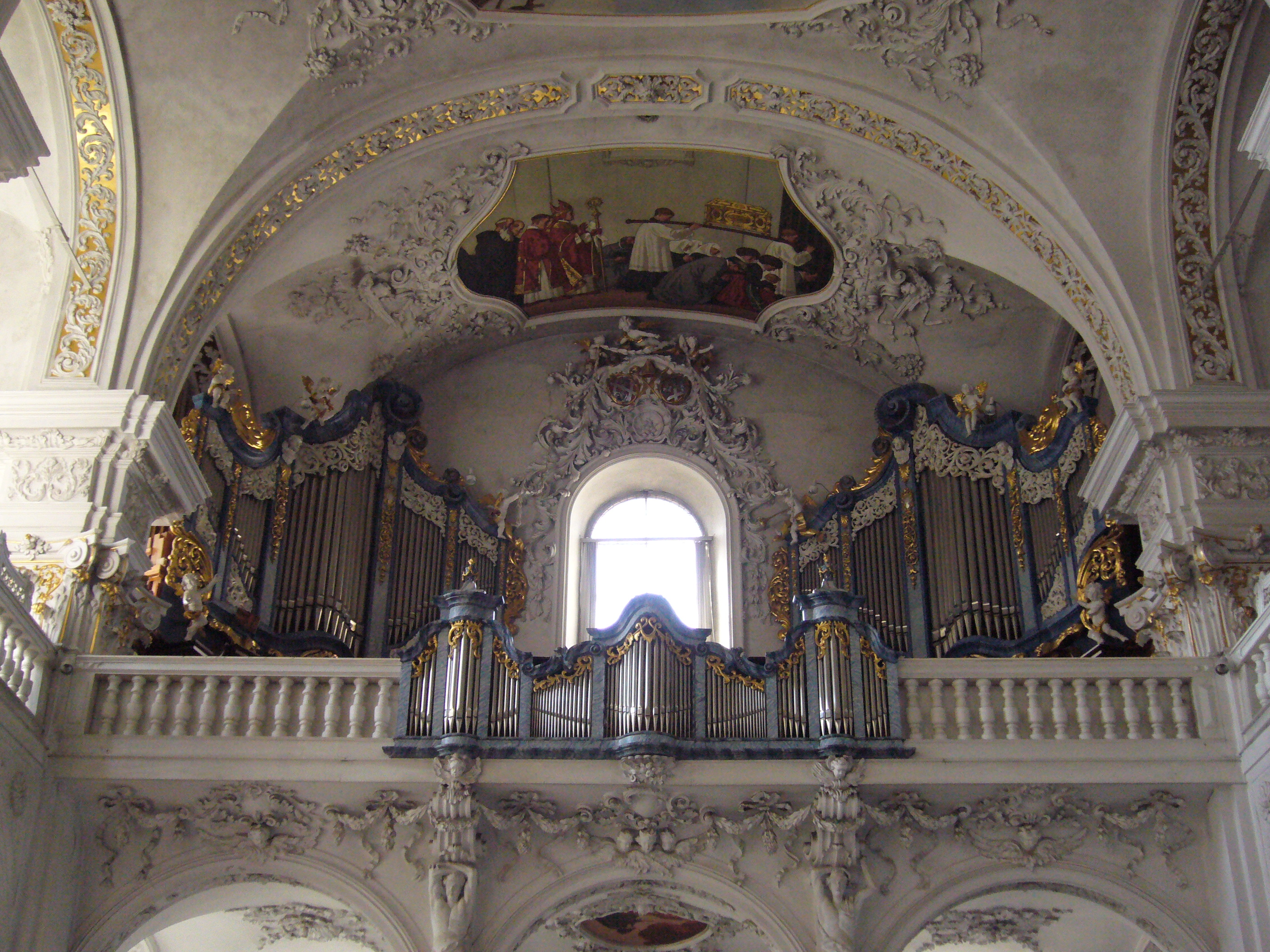
Vista del órgano.

La orientación al norte da a la sala una iluminación teatral desde el amanecer a la tarde. Las ventanas quedan ocultas por pilares al visitante que entra a la iglesia y mira hacia el frente.
Las pinturas de la bóveda de la iglesia son obra de Fritz Kunz (1868-1947), uno de los más respetados representantes del arte religioso de la primera mitad del siglo XX.
El gran altar fue creado en Deggendorf por Melchior Stadler. Llegó a Disentis en 1885 para reemplazar el antiguo altar de Johann Ritz von Selingen (1666-1729), destruido en 1799. Son obra suya el altar de Plácido, a la derecha de la entrada del coro y el altar de Benito, a la izquierda de la misma. Hay seis altares en la iglesia. El mueble coral es obra del monje Joseph Bäz (†1737) y el púlpito fue realizado por el monje Peter Soler von Schluein en 1717.
El órgano fue construido entre 1933 y 1934 por la compañía de construcción de órganos Gattringer (Rorschach). En 1955 la disposición fue incrementada con nueve registros suplementarios de la compañía Goll, en 1960 la constructora de órganos Mathis (Näfels) construyó el positivo. En 2020, el órgano fue restaurado por la empresa Kühn.

## Galería

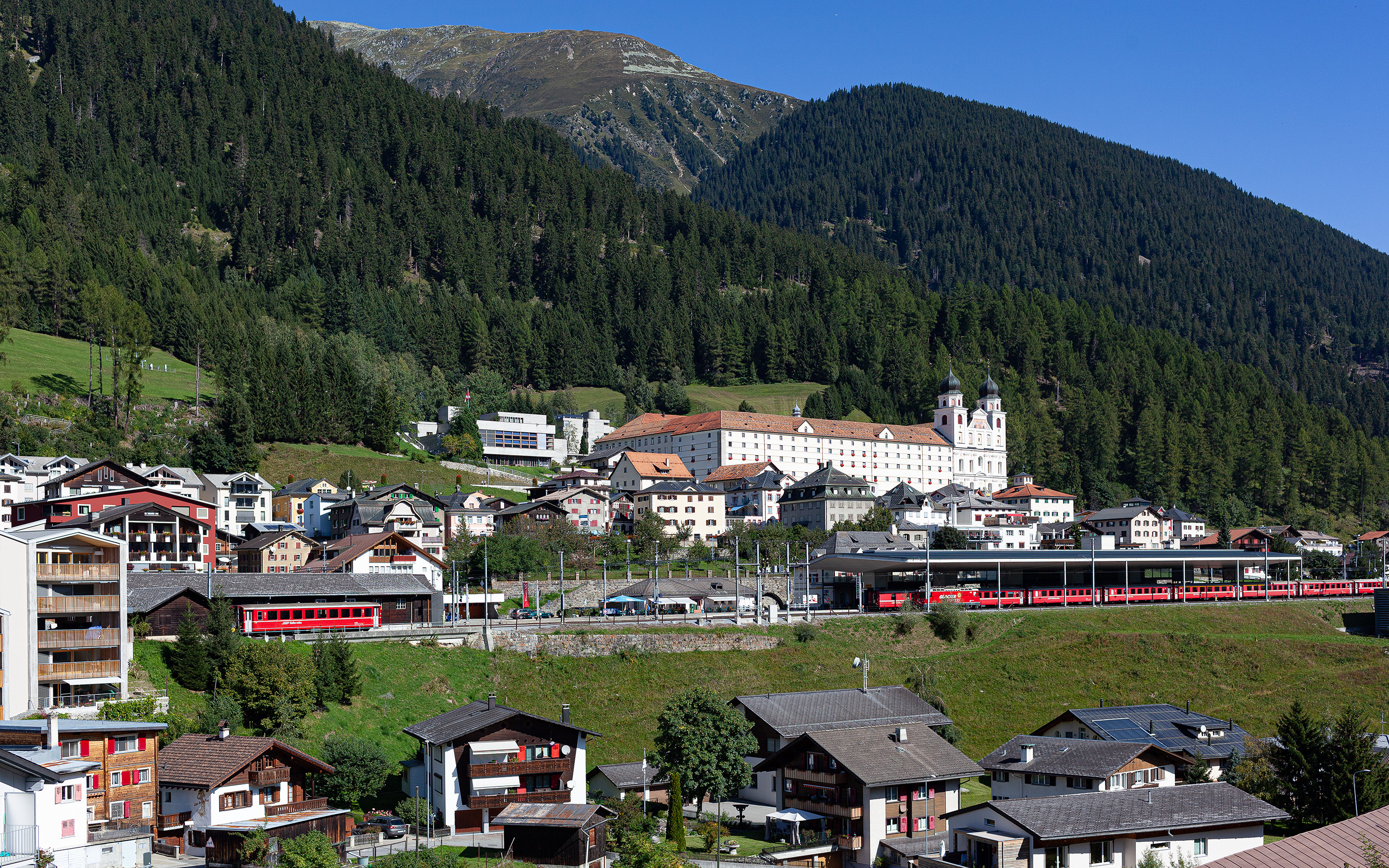
Vista desde la Vía Lucmang.
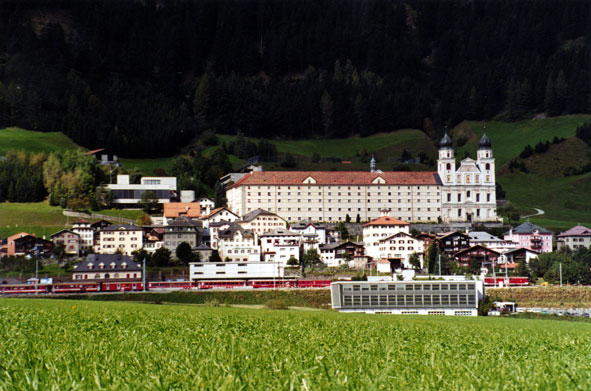
Vista de la abadía.
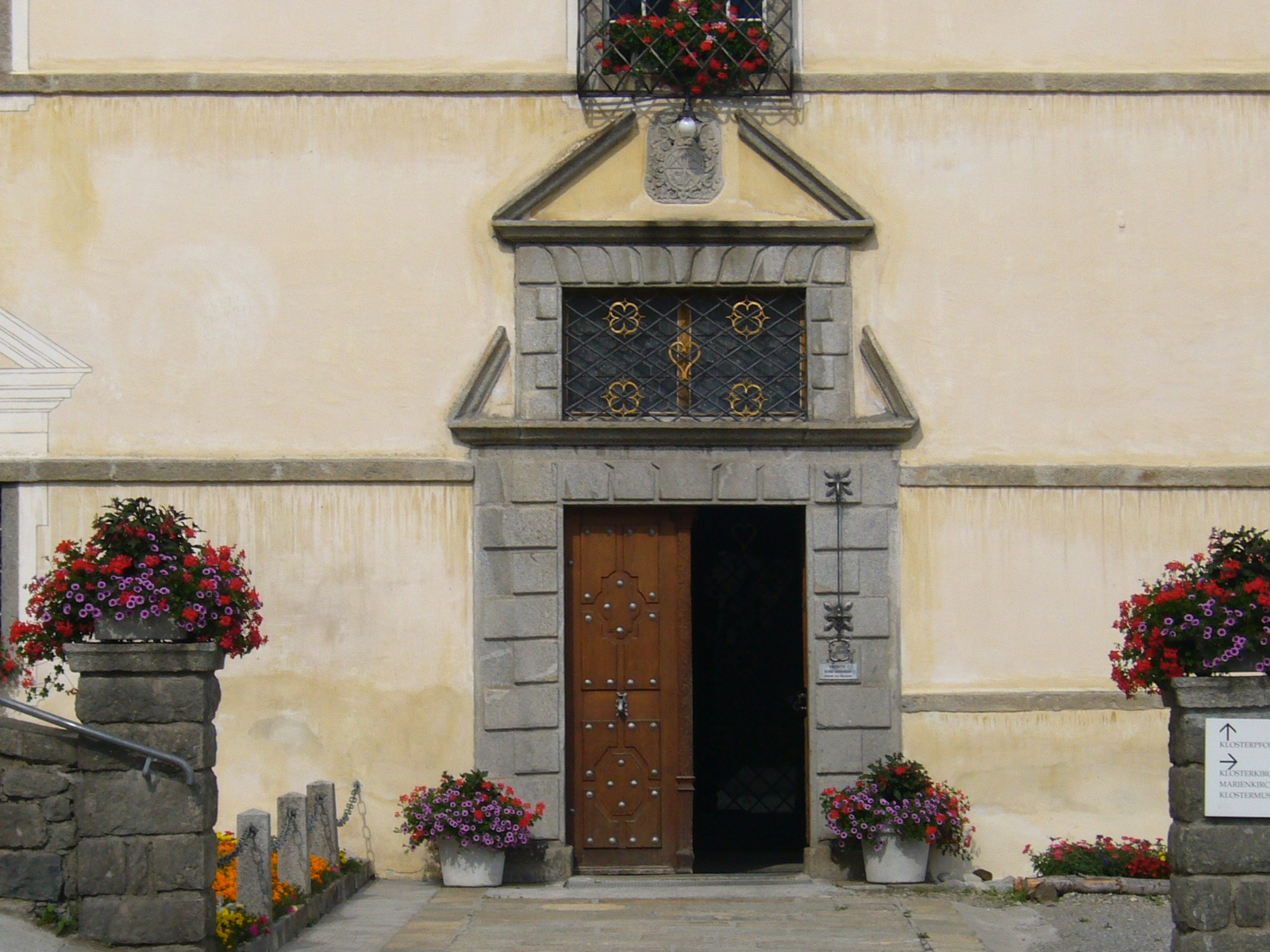
Entrada a la abadía.
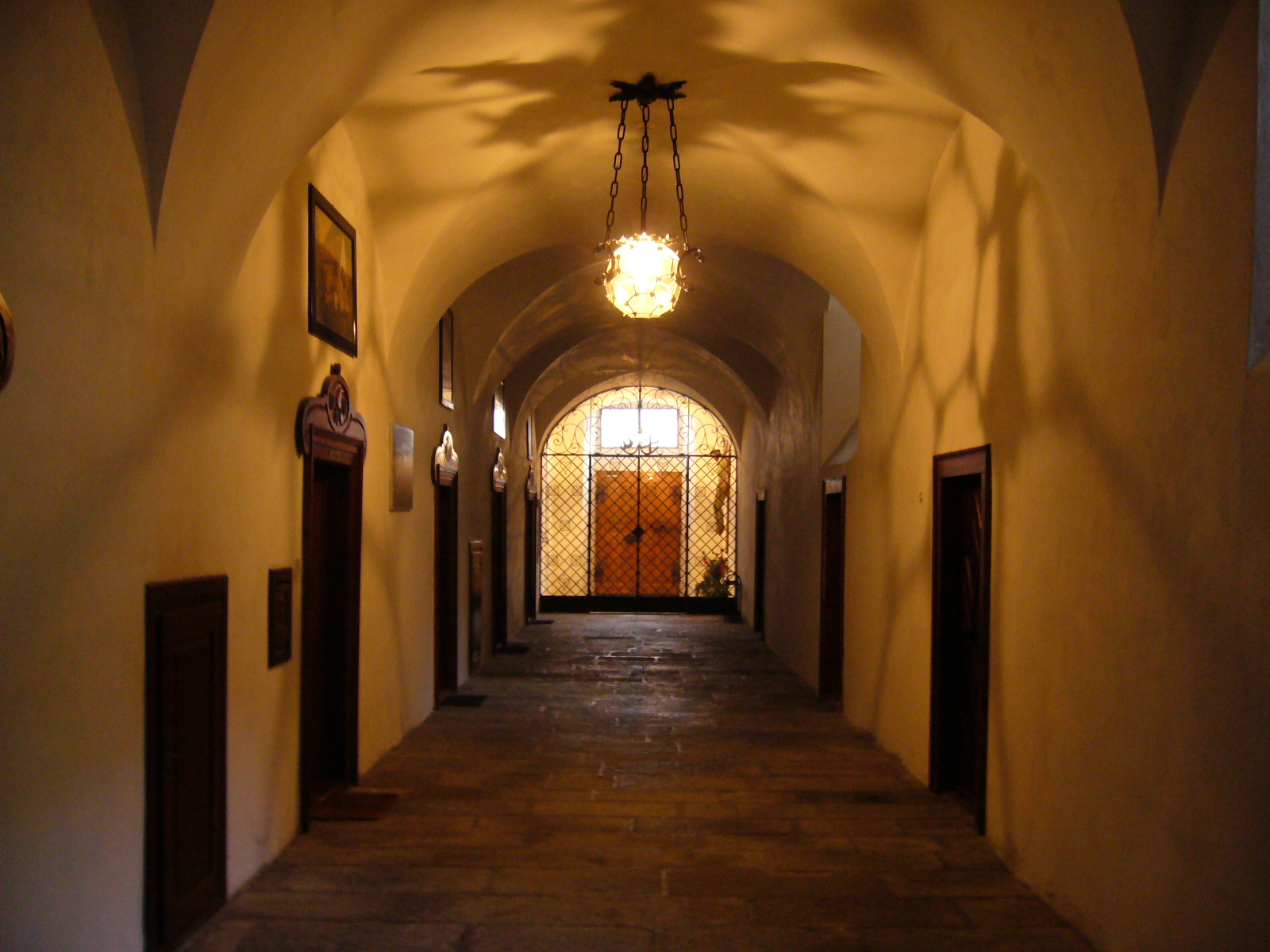
Interior de la entrada.